# Saint-Étienne-d'Orthe
Saint-Étienne-d'Orthe è un comune francese di 583 abitanti situato nel dipartimento delle Landes nella regione della Nuova Aquitania.

## Società

### Evoluzione demografica
Abitanti censiti